# Mej Džemison
Mej Kerol Džemison (engl. Mae Carol Jemison; rođena 17. oktobra 1956. godine u Alabami) fizičar je i astronaut, prva Afroamerikanka koja se otisnula u svemir.

## Detinjstvo i mladost
Rođena je u petočlanoj porodici u Dekejturu u Alabami. Sa ocem Čarlijem, koji se bavio popravkom krovova, majkom Doroti (učiteljicom), bratom i sestrom, trogodišnja Mej se preselila u Čikago, u Ilinois, kako bi se deci obezbedili bolji uslovi za obrazovanje.
Tokom pohađanja srednje škole Morgan Park, nameravala je da upiše biomedicinsko inženjerstvo, a nakon što je 1973. diplomirala sa najvišim ocenama, dobila je stipendiju National Achievement Scholarship i upisala hemijsko inženjerstvo na Stanfordskom univerzitetu. Na osnovnim studijama bavila se i vannastavnim aktivnostima, a diplomirala je 1977. Nakon toga je upisala doktorske studije na medicinskom koledžu Univerziteta Kornel. Neko vreme je studirala na Kubi i u Keniji, a volontirala je na Tajlandu u kambodžanskom izbegličkom kampu. Doktorirala je 1981. godine.
Zaposlila se u medicinskom centru u Los Anđelesu, a zatim u mirovnoj korporaciji medicinskog osoblja u Sijera Leoneu i Liberiji, gde je radila i medicinska istraživanja.

## Karijera u astronomiji
Nakon povratka u Ameriku 1985. godine prijavila se za astronautski trening program agencije NASA. Selekcioni program je odložen zbog katastrofe koja je zadesila spejs-šatl Čelendžer, tako da je u agenciju NASA konačno primljena 1987. kao jedna među 15 od 2.000 kandidata.

### Rad u agenciji NASA
Njen rad u agenciji NASA je obuhvatao: pripremne tehničke aktivnosti za lansiranje u svemirskom centru Kenedi na Floridi, proveravanje kompjuterskog softvera spejs-šatla u laboratoriji Shuttle Avionics Integration Laboratory i druge aktivnosti vezane za naučnu podršku.
Mej Džemison je 12. septembra 1992. godine postala prva afroamerikanka koja je otputovala u svemir. Bila je član posade na drugom letu orbitera Endevor. Putovanje u svemir je trajalo osam dana.

### Rad danas
Džemison je 1993. godine napustila posao u agenciji NASA i počela je da radi kao profesor predavač na koledžu Dartmund. Osnovala je svoju kompaniju, Jamison Group koja se bavi održivim energetskim razvojom i satelitskim komunikacijama sa ciljem da unapredi zdravstvenu zaštitu u Zapadnoj Africi.
Mej se bavi i popularizacijom nauke i veliki je naučni ambasador. Osnovala je međunarodni srednjoškolski kamp, učestvovala je na simpozijumu povodom stogodišnjice od izuma svemirskih letilica 2011. godine.

## Časti i priznanja
- nagrada 1988. godine
- žena godine, 1989.
- počasni doktorat nauka na Likoln koledžu u Pensilvaniji 1991. godine
- počasni doktorat, Winston Salem koledž, Severna Karolina 1991.
- Nagrada muzeja DuSable 1992. godine[2]

## Bibliografija
- Jemison, Mae (2001). Find where the wind goes: moments from my life. New York: Scholastic. ISBN 978-0-439-13196-4. OCLC 44548911.
- Jemison, Mae (2001). S.E.E.ing the Future: Science, Engineering and Education (PDF). Hanover, NH: Dartmouth College. стр. 56. ERIC ED464816.

## Dodatna literatura
- Blue, Rose J. Mae Jemison: Out of this World, Millbrook Press, 2003 -.  978-0-7613-2570-3.
- Burby, Liza N. Mae Jemison: The First African American Woman Astronaut, The Rosen Publishing Group, 1997 -.  978-0-8239-5027-0.
- Canizares, Susan. Voyage of Mae Jemison, Sagebrush Education Resources, 1999 -.  978-0-613-22577-9.
- Ceaser, Ebraska D. Mae C. Jemison: 1st Black Female Astronaut, New Day Press, 1992.
- Polette, Nancy. Mae Jemison, Scholastic Library Publishing, 2003 -.  978-0-516-27783-7.
- Raum, Elizabeth. Mae Jemison, Heinemann Library, 2005 -.  978-1-4034-6942-7.
- Sakurai, Gail. Mae Jemison: Space Scientist, Scholastic Library Publishing, 1996 -.  978-0-516-44194-8.
- Yannuzzi, Della A. Mae Jemison: A Space Biography, Enslow Publishers, 1998 -.  978-0-89490-813-2.

## Spoljašnje veze
- Biografija na sajtu agencije NASA
- Mae Jemison: A bold vision for teaching arts and sciences -- together (2002)
- Mej Džemison на веб-сајту  (језик: енглески)
- Mae Jemison (video)